# 元興寺 (妖怪)

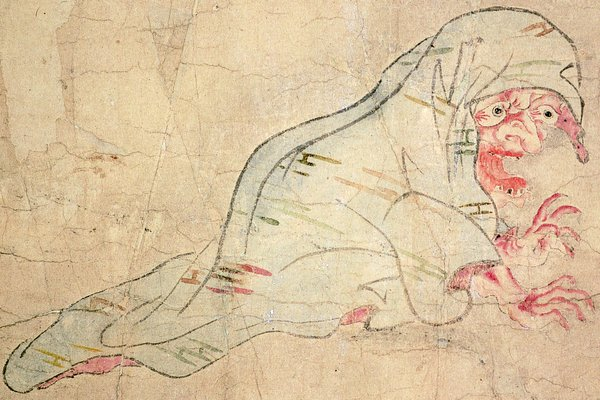
作者不詳『化物づくし』より「がごぜ」

元興寺（がごぜ、がごじ、ぐわごぜ、がんごう、がんご）または元興寺の鬼（がんごうじのおに）は、飛鳥時代に奈良県の元興寺に現れたといわれる妖怪。平安時代の『日本霊異記』（「雷の憙を得て生ま令めし子の強き力在る縁」）・『本朝文粋』などの文献に話がみられ、鳥山石燕の「画図百鬼夜行」などの古典の妖怪画では、僧の姿をした鬼の姿で描かれている。

## 概要

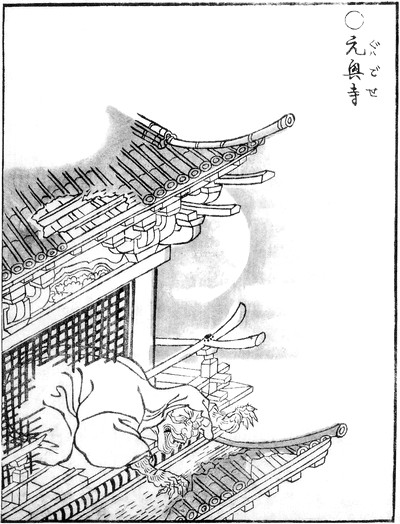
鳥山石燕『画図百鬼夜行』より「元興寺」

敏達天皇の頃。尾張国阿育知郡片輪里（現・愛知県名古屋市中区古渡町付近）のある農夫が落雷に遭う。落雷と共に落ちてきた雷神はたちまち子供の姿に変化した。農夫が杖で殺そうとすると雷神は命乞いをし、助けてくれれば恩返しとして、雷神のように力強い子供を授けると言った。農夫は雷神の求めに応じて楠の船を作ると、雷神は農夫の見守る中それに乗って空中を昇り、雲や雷とともに空へ帰って行った。
やがて農夫の妻が、雷神の申し子とでも言うべき子供を産んだ。それは頭には蛇が巻きつき、頭と尾を後頭部に垂らしているという異様な姿だった。雷神の言う通り生まれついて怪力を持ち、10歳の頃には力自慢で有名な皇族の王（おおきみ）の1人と力比べで勝つほどだった。
後にこの子供は奈良にある元興寺の童子となる。折りしも元興寺の鐘楼の童子たちが毎晩のように変死する事件が続き、鬼に殺されたものと噂が立っていた。童子は「自分が鬼を捕まえて見せる」と言い、鬼退治をかって出た。あらかじめ鐘堂の四隅に灯を置いて蓋をしておき、自分が鬼を捕まえたら四人の童子たちに蓋を開けさせて鬼の姿を実見しようということになった。ある夜に鐘楼で待ち構え、未明の頃に鬼が現れるや、その髪の毛を捕えて引きずり回した。四人の童子たちは仰天して蓋を開けずに逃げてしまった。夜が明けた頃には鬼はすっかり頭髪を引き剥がされて逃げ去った。血痕を辿って行くと、かつて奈良の元興寺で働いていた無頼な下男の墓まで続いていた。この下男の死霊が霊鬼となって現れたのであった。この霊鬼の頭髪は元興寺の宝物となった。この童子は後にも怪力で活躍をした末に得度出家し、道場法師となったという。
- 山折哲雄は、日本古来の神（カミ）の観念の本質を論じる文脈の中で、この説話の背景となる世界観に注目している。すなわち、前半の落雷が「小子」に変身して直ちに昇天してしまう点、後半の「霊鬼」が夜のみ登場し灯に寄せなければその実体を確かめられない点を挙げ、ともに神霊の正体というものが本来そなえている秘匿性（隠れ身）をよく示すものであると指摘している[3]。

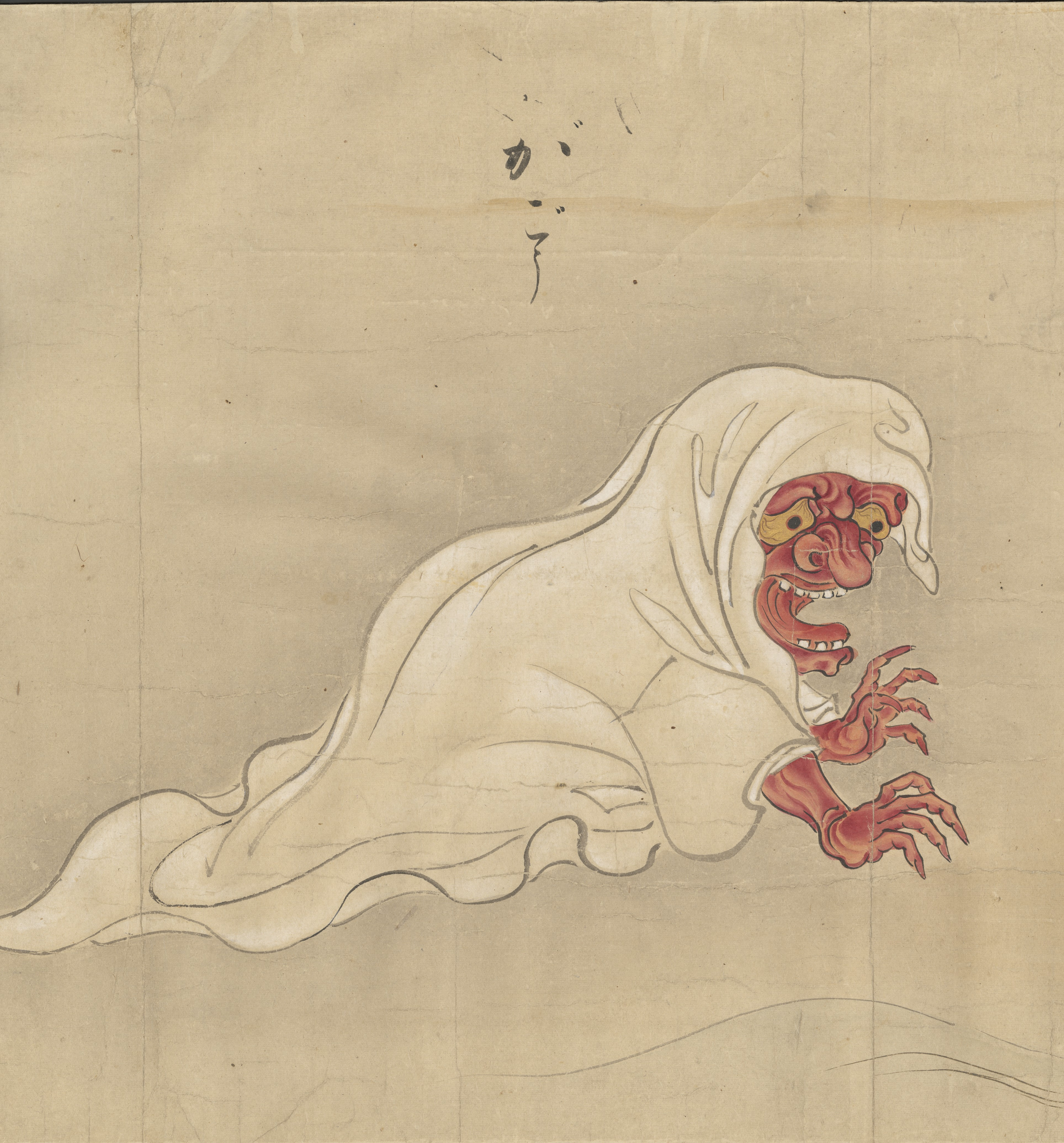
米国・ブリガムヤング大学のハロルド・B・リー図書館が所蔵する妖怪絵巻より、「がごう」の名が記された妖怪画。

- 江戸時代の古書によれば、お化けを意味する児童語のガゴゼやガゴジはこの元興寺が由来とされ、実際にガゴゼ、ガゴジ、ガンゴジなど、妖怪の総称を意味する児童語が日本各地に分布している。しかし民俗学者・柳田國男はこの説を否定し、化け物が「咬もうぞ」と言いながら現れることが起因するとの説を唱えている[5]。